# Bartolomé Casanueva Ramírez
Bartolomé Casanueva Ramírez conocido como Bartolo (Badajoz, España 1898 - 1948 Cáceres, España) fue verdugo de la Audiencia Provincial de Sevilla desde 1940 hasta su muerte en extrañas circunstancias. Al finalizar la guerra civil, el verdugo titular de Sevilla, Cándido Cartón, fue trasladado a Madrid, sustituyéndole Bartolo. Tras su muerte, fue reemplazado por Bernardo Sánchez Bascuñana.
Mientras reside en Setenil, recibe una puñalada en el abdomen que le hace ingresar en el hospital en 1946. En 1948 es apuñalado de nuevo por un grupo de anarquistas y fallece, uniéndose así a otros verdugos asesinados en represalia por ejecuciones como Federico Muñoz Contreras o Rogelio Pérez Cicario.